# Oreodera corticina
Oreodera corticina là một loài bọ cánh cứng trong họ Cerambycidae.